# أحمد الزيدان
أحمد الزيدان (1832-1912) واحد من أشهر مطربي المقام العراقي في القرن التاسع عشر وبدايات القرن العشرين. أحدث تغييرات كثيره على المقام والبسته والغناء البغدادي، ويعد هو أول من إكتشف مقام الدشت، وله طريقة خاصة بالغناء عرفت فيما بعد بالطريقة الزيدانية، وبالرغم من كونه أمياً إلا أنه تتلمذ على يديه الكثير من أساطين المقام العراقي أمثال رشيد القندرجي وجميل البغدادي وغيرهم.

## حياته
ولد قارئ المقام العراقي (أحمد حمادي زيدان البياتي) في بغداد محلة خان لاوند عام 1832 ، یرجع البعض نسب احمد زیدان إلى عشیرة البیات المستوطنة جوار جبل حمرین.
كان رجلا أميّا قليل الحفظ وامتلك صوتا قويا وجميلا. لم يبدأ حياته كمغن أو مطرب وانما كان مؤذنا في أحد مساجد بغداد. كان له صوت شجي وقراءة رائعة للأذان. وقد زاول التمجيد في مآذن الجوامع بعد أن تم تعيينه كمؤذن لفترة من الزمن كما انه كغيره من المطربين البغداديين اشترك في الاذكار البغداديه وغالبا في التكية القادرية. حتى تعرف إلى عازف جوزة يهودي يسمى نسيم بصون كان يحضر إلى المسجد حتى يسمع صوته في الأذان، وهكذا نشأت بينهما صداقة فنية، حيث أصبح يلتقي المؤذن المسلم وعازف الجوزة اليهودي بأستمرار ويتحاوران عن المقامات والتلاوات والموسيقى. أخذ احمد زيدان يذهب إلى حفلات الجالغي ليسمع العزف والغناء، ثم أخذ ينضم اليهم في غناء المقام فهز الآخرين بروعة صوته واجادته للانغام. وما هي الا بضعة أشهر حتى تحول من اداء الأذان وتجويد القرآن الكريم إلى عالم الطرب والفنون الموسيقية.
تتلمذ على يد الاستاذين رحمة الله شلتاغ (1792-1867) وحمد جاسم محمد تقي (1813-1881) الملقب (بأبو حميد)، وأخذ عنهما المقام وبرع فيه، كما أخذ أيضا من الحاج حمد النيار (1808-1879) وأمين آغا (1818-1896) الملقب (ابن الحمامچية). ورغم تأخر شهرته بعد الخمسين من عمره ربما بسبب من وجود أستاذيه شلتاغ وأبو حميد لمكانتهما وثقلهما في الساحة الغنائية للمقام، إلا أنه تفرد في عصره بعد وفاة أستاذيه «شلتاغ» و«أبو حميد» فخلا المیدان لاحمد زیدان فراح یجول ویصول وجذب صوته الناس الیه من كل حدب وصوب فكانت مقھى الشط في المصبغة حیث تقام حفلاته تغص كل مساء بجموع الناس الذين كانوا یتزاحمون للاستماع الیه فلا یكاد یطلع علیھم احمد زیدان ویأخذ مكانه بین الجوق ویشرع بالغناء حتى ترتفع الاكف بالتصفیق وتتعالى ھتافات الإعجاب على المسرح الذي كان عبارة عن عدة تخوت تجمع بعضھا إلى بعض.
سجل عدد من الاسطوانات الشمعية لبعض المقامات. وقد سجل احمد الزيدان عدد من الاسطوانات من نوع البكرة وقد ضاع أكثرها ولم يبق من احمد الزيدان غير اسمه.
في عام 1912 رجع احمد زیدان من البصرة حیث دعاه الشیخ خزعل لاقامة حفلة بمناسبة من المناسبات وقد انھكه المرض فتوفي في بغداد في 1 مايو 1912 أثر مرض عضال ودفن في مقبرة الشيخ عمر. وكان قد خلف وراءه ثلاثة اولاد بینھم داود الذي كان یؤثره بكثیر من الحب فیناجیه في مقاماته قائلا (داود یا بني).

## مقام الدشت عراق
كان القارئ أحمد الزيدان، قد أكتشف هذا المقام عن طريق الصدفة في أحد الأسواق عندما سمع نغما لم يسمعه من قبل، وأتضح له بعد ذلك أنه نغم إيراني ويُعرف بمقام دشت، وبعد أيام قلائل فوجئ عشاق المقام بنغم جديد من أحمد الزيدان سماه مقام دشت عراق أو مقام دشت عرب.

## مدرسته الغنائية
يعتبر احمد زيدان مدرسة فريدة من مدارس المقام العراقي. كان يمثل مدرسة من ثلاثة مدارس أو اتجاهات ذات اصول راسخة وتقاليد عريقة وذات بعد زمني ليس بالقصير في تاريخ قراءة المقام العراقي ولربما تشكلت خصائص وملامح هذه المدارس في نهاية القرن الثامن عشر واكتملت خلال أو عند نهاية القرن التاسع عشر، وكان لدى أحمد الزيدان ندوة فن يجتمع بها في أحد المقاهي البغدادية وهي مقهى ((مجيد كركر)) في محلة الفضل كانت هذه الندوة بمثابة مدرسة أو أكاديمية لتدريس أصول المقام لطلاب وعاشقين هذا الفن. ولم تقف عبقریة ھذا الفنان عند ضبط المقامات واجادة تلاوتھا وانما تجاوز ذلك إلى توسیع بعض النغمات الدقیقة التي اعتبرھا الاقدمون فروعا بسیطة للمقام العراقي فجعلھا مقامات خاصة وذلك بأن اضاف الیھا تحریرات ووضع فیھا قرارات ثم نظم لھا تسلیمات مناسبة فجاءت من التحف النادرة ومن ذلك نغمة «القریة باش» ونغمة «العمر كله» فقد جعلھا مقامین كاملین ومن تصرفاته انه ادخل نغمة المستعار في مقام الاوج وادخل نغمة العریبون عجم في مقام الخنابات ونغمة الآیدین في مقام الطاھر، مما جعله بحق صاحب مدرسة فنیة لھا شخصیتھا القائمة بذاتھا ولھا تلامیذھا الذین التفوا حول زعیمھم احمد زیدان فتتلمذوا علیه ومضوا على طریقته.
وكان استاذاً لآحد ابرز قاريء المقام الا وهو رشيد القندرجي والذي أصبح احذ تلاميذه فاخذ يتابع دراسة المقام العراقي على يد الاستاذ صاحب أكبر مدرسة غنائية عرفها الغناء العراقي –انذاك- ومع مرور الايام اتقن القندرجي المقام العراقي وعرف كل حركاته وسكناته ولم يترك شيئا الا وحفظه سواء كان قطعة أو حركة أو نبرة الا واتقنها عن استاذه احمد زيدان. وتتلمذ على يده كذلك الكثير من مطربي المقامات المشهورين مثل جميل البغدادي والحاج عباس كمبير الشيخلي وقدوري العيشه وسلمان موشي وقد زاول التمجيد في مآذن الجوامع بعد أن تم تعيينه كمؤذن لفترة من الزمن كما انه كغيره من المطربين البغداديين اشترك في الاذكار البغداديه وغالبا في التكية القادرية.
وكان أحمد الزيدان يغني ليلا في مقهى المميز ومكانه مجاور المدرسة المستنصريه في رصافة بغداد حيث يقدم المقامات العراقية الاصيلة والبستات البغداديه المشهوره ويروى انه أول من غنى (يا الزارع البزرنگوش إزرع إلنه حنة) و (عبودي جاي من النجف بيده مكنزيه)، وقد كانت الفرقة الموسيقيه التي تصاحبه مؤلفه من السنطور والجوزه وهي الات موسيقيه بغدادية صرفة حيث لا تعرفها المدن العراقيه الأخرى وعازفي الدف والدنبك ذلك ان الچالغي البغدادي أو الفرقة الموسيقية البغدادية أو الجوق الموسيقي البغدادي يتكون من هذه الالات الموسيقية الاربعة وبعد ذلك الزمن دخلت الات موسيقية أخرى وإذا كان «المقامچي» بلغة أهل بغداد أحمد الزيدان هو المغني الأول فهنالك «البستچي» نسبة إلى البسته وهو المغني الثاني الذي يردد بعض البستات لمساعدة المطرب الأول.
لقد أدرك معاصرو المطرب أحمد الزيدان ووارثوه المهمّون من أتباع طريقته الغنائية، بأن أحمد الزيدان وتابعيه من المغنّين المقاميّين، يصورون القضايا التاريخية والتقاليد الأصولية في غناء المقام العراقيّ، بوصفها حياة الناس، وفي تعابيرهم الغناسيقية، يوضّحون كل التأثيرات والتغيّرات والتطوّرات التاريخية في الحياة اليومية.. وهكذا فإن الطابع الشعبي لفن أحمد الزيدان وأتباع طريقته الغنائية، لا يبقي فقط في تصوير هموم ومشاكل الطبقة الفقيرة وحسب، بل يتعدّى ذلك إلى تصوير مجموع الحياة الوطنية وكل طبقات المجتمع وفئاته الاجتماعية والثقافيّة في تفاعلاتها المعقّدة الدينية والدنيويّة".

## روابط خارجية
- موقع يوتيوب - مقام دشت عراق - احمد زيدان